# Microdiores
Microdiores es un género de arañas cazadoras de hormigas del orden Araneae. Fue descrito por Rudy Jocqué en 1987.

## Especies
- Microdiores aurantioviolaceus Nzigidahera y Jocqué, 2010
- Microdiores chowo Jocqué, 1987
- Microdiores rwegura Nzigidahera y Jocqué, 2010
- Microdiores violaceus Nzigidahera y Jocqué, 2010